# Saint-André-en-Terre-Plaine

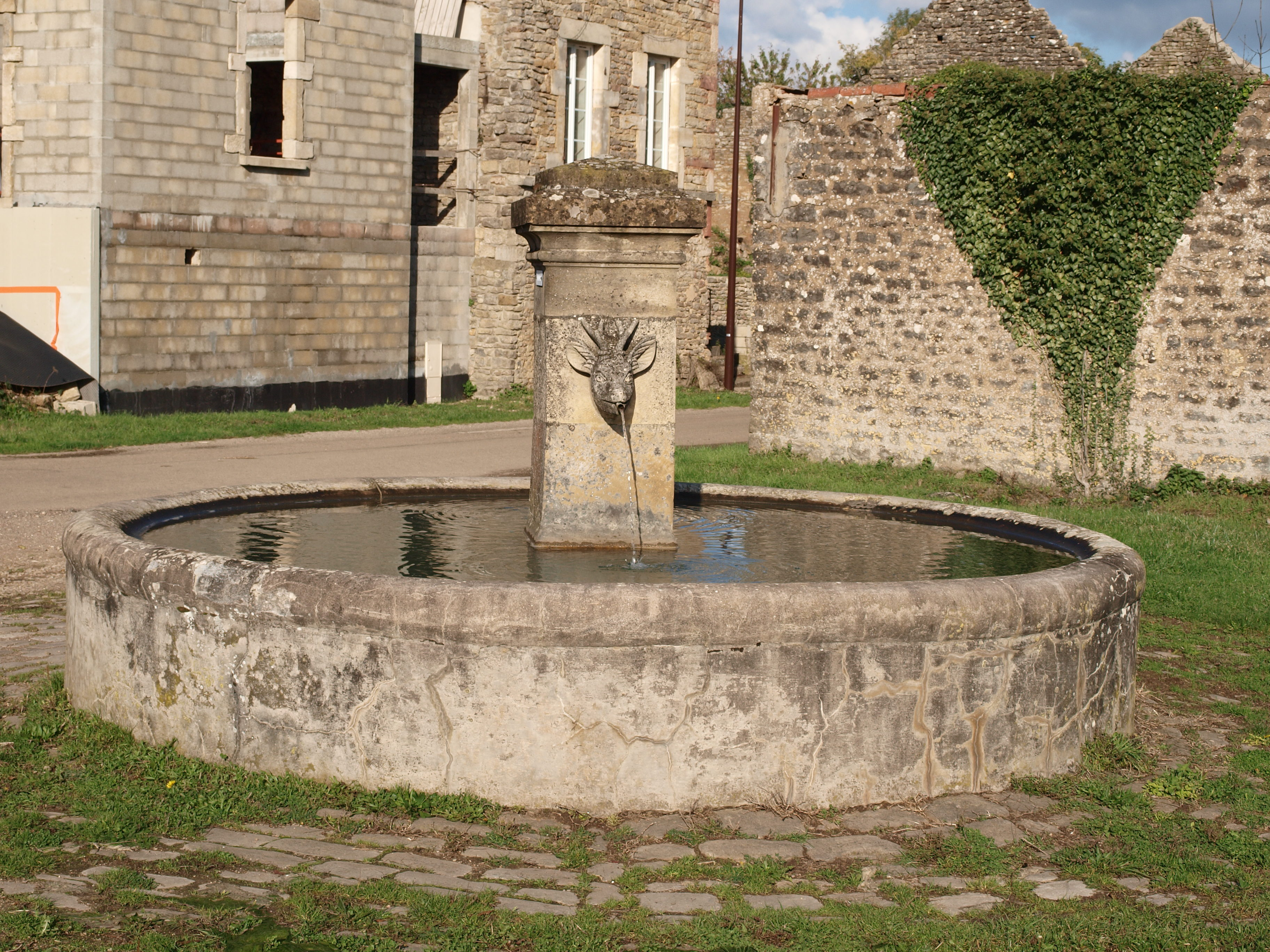
Fonte em Saint André en terre plaine

Saint-André-en-Terre-Plaine é uma comuna francesa na região administrativa de Borgonha-Franco-Condado, no departamento de Yonne. Estende-se por uma área de 13,79 km². Em 2010 a comuna tinha 160 habitantes (densidade: 11,6 hab./km²).